# Pinellas County
Pinellas County är ett administrativt område i delstaten Florida, USA, med 916 542 invånare. Den administrativa huvudorten (county seat) är Clearwater. 

## Geografi
Enligt United States Census Bureau har countyt en sammanlagd yta på 1 574 km² varav 725 km² land och 849 km² vatten. 

### Angränsande countyn
- Pasco County, Florida - nord
- Hillsborough County, Florida - öst och syd